# Angelina Alexandrowna Gabujewa
Angelina Alexandrowna Gabujewa (russisch Ангелина Александровна Габуева; * 7. Dezember 1988 in Wladikawkas, Sowjetunion) ist eine russische Tennisspielerin.

## Karriere
Gabujewa gewann während ihrer Karriere bisher zwei Einzel- und 17 Doppeltitel der ITF Women’s World Tennis Tour. Auf der WTA Tour sah man sie erstmals in einem Hauptfeld bei den Tashkent Open 2006, gemeinsam mit Diana Narzikulova im Doppel. Ihre Erstrundenpartie verloren sie gegen Anastassija Rodionowa/Galina Woskobojewa mit 2:6 und 1:6.

## Turniersiege

### Einzel
| Nr. | Datum             | Turnier    | Kategorie   | Belag     | Finalgegnerin  | Ergebnis      |
| --- | ----------------- | ---------- | ----------- | --------- | -------------- | ------------- |
| 1.  | 21. August 2005   | Guayaquil  | ITF $10.000 | Hartplatz | Nicole Clerico | 6:2, 4:6, 6:4 |
| 2.  | 6. September 2009 | Nonthaburi | ITF $10.000 | Hartplatz | Yoo Mi         | 6.4, 6:3      |

### Doppel
| Nr. | Datum            | Turnier             | Kategorie   | Belag     | Partnerin                    | Finalgegnerinnen                         | Ergebnis          |
| --- | ---------------- | ------------------- | ----------- | --------- | ---------------------------- | ---------------------------------------- | ----------------- |
| 1.  | 11. August 2007  | Caracas             | ITF $10.000 | Hartplatz | Mariana Muci                 | Tegan Edwards Lena Litvak                | 6:2, 6:2          |
| 2.  | 5. Dezember 2009 | Havanna             | ITF $10.000 | Hartplatz | Mariana Correa               | Lisa Summerer Janina Toljan              | 6:2, 7:66         |
| 3.  | 9. Oktober 2010  | Williamsburg        | ITF $10.000 | Sand      | Swetlana Kriwentschewa       | Salome Dewidse Magda Okruaschwili        | 6:4, 3:6, [10:8]  |
| 4.  | 6. Oktober 2012  | Gainesville         | ITF $10.000 | Sand      | María Fernanda Álvarez Terán | Kristi Boxx Keri Wong                    | 7:64, 5:7, [10:7] |
| 5.  | 13. Oktober 2012 | Troy                | ITF $25.000 | Hartplatz | Arina Rodionowa              | Sharon Fichman Marie-Ève Pelletier       | 6:4, 6:4          |
| 6.  | 19. Januar 2013  | Port St. Lucie      | ITF $25.000 | Sand      | Allie Will                   | Florencia Molinero Adriana Pérez         | 4:6, 6:2, [10:7]  |
| 7.  | 9. Juli 2016     | Niš                 | ITF $10.000 | Sand      | Amina Anschba                | Tamara Čurović Natalija Kostić           | 7:5, 7:5          |
| 8.  | 23. Juli 2016    | Astana              | ITF $10.000 | Hartplatz | Anastassija Frolowa          | Swjatlana Piraschenka Aljona Sotnykowa   | 6:2, 6:3          |
| 9.  | 13. August 2013  | Moskau              | ITF $10.000 | Sand      | Amina Anschba                | Ani Amiraghjan Darja Lodikowa            | 6:4, 6:4          |
| 10. | 17. März 2018    | Scharm asch-Schaich | ITF $10.000 | Hartplatz | Kamonwan Buayam              | Laura-Ioana Andrei Dschulija Tersijska   | 1:6, 6:4, [10:5]  |
| 11. | 24. März 2019    | Scharm asch-Schaich | ITF $15.000 | Hartplatz | Kamonwan Buayam              | Jodie Anna Burrage Jacqueline Cabaj Awad | 7:5, 5:7, [10:7]  |
| 12. | 9. März 2019     | Scharm asch-Schaich | ITF $15.000 | Hartplatz | Shalimar Talbi               | Mariana Dražić Marianna Sakarljuk        | 6:4, 6:4          |
| 13. | 23. März 2019    | Scharm asch-Schaich | ITF $15.000 | Hartplatz | Julia Wachaczyk              | Linnéa Malmqvist Alina Silitsch          | 7:5, 7:65         |
| 14. | 12. Oktober 2019 | Claremont           | ITF $25.000 | Hartplatz | Jacqueline Cako              | Hind Abdelouahid Alyssa Tobita           | 6:3, 6:74, [10:4] |
| 15. | 5. Juni 2021     | Kasan               | ITF W25     | Hartplatz | Nigina Abduraimova           | Iryna Schymanowitsch Schalimar Talbi     | 6:2, 7:65         |
| 16. | 4. Juni 2022     | Tiflis              | ITF W25     | Hartplatz | Anastassija Sacharowa        | Darja Astachowa Hanna Kubarawa           | 6:1, 6:2          |
| 17. | 11. Juni 2022    | Tiflis              | ITF W25     | Hartplatz | Anastassija Sacharowa        | Polina Kudermetowa Sofja Lansere         | 6:4, 6:3          |